# Наратай (Куйтунский район)
Наратай (бур. Наратай — солнечный) — посёлок в Куйтунском районе Иркутской области России. Входит в состав Новотельбинского сельского поселения.

## География
Посёлок находится на берегу реки Ока, на расстоянии 82 км к северо-востоку от рабочего посёлка Куйтун, административного центра района.

## История
До июня 2018 года посёлок являлся административным центром упразднённого Наратайского сельского поселения.

## Население
| 2002 | 2010 | 2011 | 2012 |
| ---- | ---- | ---- | ---- |
| 456  | ↘253 | ↘252 | ↘235 |

### Половой состав
По данным Всероссийской переписи, в 2010 году в посёлке проживали 253 человека (137 мужчин и 116 женщин).